# Strumigenys alberti
Strumigenys alberti is een mierensoort uit de onderfamilie van de Myrmicinae. De wetenschappelijke naam van de soort is voor het eerst geldig gepubliceerd in 1893 door Auguste-Henri Forel.